# 詹尼遜
詹尼遜（1938年8月6日—2018年4月4日），加拿大卑詩省政治人物，卑詩社會信用黨籍。
1975至1986年任卑詩省省議會議員，代表列治文選區。1981至1986年任卑詩省衛生廳長。1987至1989年任卑詩省勞工安全局主席。2018年於新西敏皇家哥倫比亞醫院逝世，享壽79歲。